# Telecine Touch
Telecine Touch é um canal de televisão por assinatura brasileiro possuído pela Rede Telecine, que exibe uma programação com gêneros de drama, romance, emoção, etc.
O canal possui como idioma padrão o português que é usado completamente nos comentários sobre a programação do canal (no comercial, nas chamadas ou nas brechas de tela dos filmes em execução). Dos filmes exibidos no Telecine Touch quase todos possuem como idioma original o inglês.

## Nome
Anteriormente chamado de Telecine Emotion, a partir de 1 de junho de 2007 passou a se chamar Telecine Light, exibindo uma programação de filmes basicamente parecida com a atual. Devido à mudança de nome do antigo canal Telecine Happy (atual Telecine Pipoca), os filmes de comédia romântica passaram a ser exibidos no Telecine Emotion. Por conta da estreia do formato atual do Telecine Touch as comédias românticas foram transferidas para o novo Telecine Fun, que assumiu o estilo do antigo Telecine 4/Happy. Assim, o canal retornou ao formato Telecine 3/Emotion de drama e romance.

## Impacto
Segundo a Rede Telecine, a mudança de nome ocorreu baseadamente por causa de pesquisas que detectaram que o público associava o termo "Emotion" a dramas, a filmes ''pesados''. Devido à mudança de nome do antigo canal Telecine Happy (atual Telecine Pipoca), os filmes de comédia passaram a ser exibidos no Telecine Emotion, o que também não teria agradado os espectadores do canal. Os assinantes também teriam reclamado que um canal de filmes sérios misturado com produções de comédia não ficaria bem segmentado. O canal mudou de nome para Telecine Touch em 22 de outubro de 2010. O nome Light foi escolhido para telespectadores que queriam relaxar após um dia estressante e tenso e de tanto trabalho. No entanto, a estratégia não foi bem-sucedida. De 2006 para 2008, a audiência caiu 33%. O Telecine Light caracteriza-se pela leveza da programação e pela capacidade de proporcionar ao assinante momentos de distração e lazer. A descontração da programação se completa com um visual também leve.